# 硫氰酸铷
硫氰酸铷是一种无机化合物，化学式为RbSCN，它可由硫氰酸和碳酸铷反应制得。它在195 °C熔化，在空气中加热至500~600 °C按下式分解：
2 RbSCN + 5 O2 → Rb2SO4 + SO2 + 2 CO2 + N2
它和四氢噻吩氯化亚金在乙腈中反应，得到Rb[Au(SCN)2]。它和草酸铷与硒酸铀酰反应，得到单斜晶系的Rb[UO2(C2O4)(NCS)]·1⁄2H2O晶体。